# 茂名港
茂名港是广东省茂名市的沿海港口，1998年9月21日由交通部批准成立，为国家一类对外开放口岸，全国重要的进口原油接卸港。2012年，茂名港的貨物吞吐量達2390萬噸，集裝箱吞吐量達83,543 TEU。茂名港分為水東港區、博賀新港區、吉達港區三個部分。其中水東港區是最初的港區，吉達港區是最新計劃開發的港區。

## 港区

### 水东港区
1980年5月，广东省政府批准电白水东港炮台码头为货物进口装卸点。1985年开始，水东港归属茂名市直管。1987年1月，茂名市政府在电白县南海镇炮台村动工建设水东港新港区。1988年10月，国务院批准茂名市水东港为对外开放口岸。1991年9月，茂名石油工业公司水东港油码头开通启用。1992年10月，茂名石化公司港口公司在水东港油码头建成的5万吨级泊位投入运营。1994年，水东港建成万吨级杂货码头。12月，茂名石化公司在爵山半岛前方海域建设的25万吨级单点系泊原油接运码头投产。1998年，水东港划入茂名港。
水东港区是现有茂名港的主体。港区以成品油、液体化工品运输为主，同时开展散杂货及集装箱运输，是具有一定规模的综合性港区。

### 博贺新港区
博贺新港区位于电白区博贺镇内，陆域范围自325国道起向南至莲头岭，南北长10公里，东西宽5.5公里，可开发面积约50平方公里。最早开发于1994年，于莲头岭建设30万吨级单点系泊装置1 个，是我国首套海上原油接卸系统。博贺新港区以建设现代化大型深水港区、服务腹地经济发展为目标，规划建设一批大型专业化深水码头，促进石化、能源、装备制造等临港产业的发展，将建设成为茂名港的主体港区和粤西地区重要的综合性港区。2019年3月，广州港集团有限公司联合茂名港集团有限公司投资兴建的茂名港下辖博贺新港区通用码头正式开港投入使用。

### 吉达港区
位于茂名鸡打港附近，东与阳西县沙扒港为邻，西与博贺新港区相接，距茂名中心城区约65公里。吉达港区主要承担临港工业发展所需的成品油、化工品等原材料和产成品运输，兼顾产业园区项目建设、腹地城市生产生活所需的钢材、水泥、矿建、食品、机械设备以及集装箱等货物运输，将建设成为服务后方园区企业的专业化港区。